# DNASE2
DNASE2 (англ. Deoxyribonuclease 2, lysosomal) – білок, який кодується однойменним геном, розташованим у людей на короткому плечі 19-ї хромосоми. Довжина поліпептидного ланцюга білка становить 360 амінокислот, а молекулярна маса — 39 581.
| 10         |  | 20         |  | 30         |  | 40         |  | 50         |
| ---------- |  | ---------- |  | ---------- |  | ---------- |  | ---------- |
| MIPLLLAALL |  | CVPAGALTCY |  | GDSGQPVDWF |  | VVYKLPALRG |  | SGEAAQRGLQ |
| YKYLDESSGG |  | WRDGRALINS |  | PEGAVGRSLQ |  | PLYRSNTSQL |  | AFLLYNDQPP |
| QPSKAQDSSM |  | RGHTKGVLLL |  | DHDGGFWLVH |  | SVPNFPPPAS |  | SAAYSWPHSA |
| CTYGQTLLCV |  | SFPFAQFSKM |  | GKQLTYTYPW |  | VYNYQLEGIF |  | AQEFPDLENV |
| VKGHHVSQEP |  | WNSSITLTSQ |  | AGAVFQSFAK |  | FSKFGDDLYS |  | GWLAAALGTN |
| LQVQFWHKTV |  | GILPSNCSDI |  | WQVLNVNQIA |  | FPGPAGPSFN |  | STEDHSKWCV |
| SPKGPWTCVG |  | DMNRNQGEEQ |  | RGGGTLCAQL |  | PALWKAFQPL |  | VKNYQPCNGM |
| ARKPSRAYKI |  |            |  |            |  |            |  |            |

A: Аланін

C: Цистеїн

D: Аспарагінова кислота

E: Глутамінова кислота

F: Фенілаланін

G: Гліцин

H: Гістидин

I: Ізолейцин

K: Лізин

L: Лейцин

M: Метіонін

N: Аспарагін

P: Пролін

Q: Глутамін

R: Аргінін

S: Серин

T: Треонін

V: Валін

W: Триптофан

Кодований геном білок за функціями належить до гідролаз, нуклеаз, білків розвитку, ендонуклеаз. 
Задіяний у таких біологічних процесах, як апоптоз, альтернативний сплайсинг. 
Локалізований у лізосомі.